# ГЕС Shīzitān
ГЕС Shīzitān (狮子滩水电站) — гідроелектростанція у центральній частині Китаю в провінції Чунцін. Знаходячись перед ГЕС Shàngdòng (21,5 МВт), становить верхній ступінь каскаду на річці Longxi, лівій притоці Янцзи.
В межах проекту річку перекрили кам'яно-накидною греблею висотою 51 метр та довжиною 1014 метрів. Вона утримує водосховище з об'ємом 1027 млн м3 (корисний об'єм 748 млн м3), в якому припустиме коливання рівня поверхні у операційному режимі між позначками 328,5 та 347 метрів НРМ (під час повені до 348,9 метра НРМ).
Зі сховища через правобережний гірський масив прокладено дериваційний тунель довжиною 1,5 км з діаметром 5 метрів, який переходить у напірний водовід того ж діаметру довжиною 0,13 км, котрий далі розгалужується на чотири з діаметрами по 2,6 метра.
Станцію обладнали чотирма турбінами потужністю по 12 МВт (наразі загальна потужність станції рахується як 51 МВт), котрі повинні були забезпечувати виробництво 206 млн кВт-год електроенергії на рік.